# Kangrali (BK)
Kangrali (BK) è una suddivisione dell'India, classificata come census town, di 8.414 abitanti, situata nel distretto di Belgaum, nello stato federato del Karnataka. In base al numero di abitanti la città rientra nella classe V (da 5.000 a 9.999 persone).

## Geografia fisica
La città è situata a 15° 54' 55 N e 74° 38' 02 E.

## Società

### Evoluzione demografica
Al censimento del 2001 la popolazione di Kangrali (BK) assommava a 8.414 persone, delle quali 4.305 maschi e 4.109 femmine. I bambini di età inferiore o uguale ai sei anni assommavano a 1.168, dei quali 601 maschi e 567 femmine. Infine, coloro che erano in grado di saper almeno leggere e scrivere erano 5.613, dei quali 3.258 maschi e 2.355 femmine.